# تمارة ماكيني
تمارة ماكيني (بالإنجليزية: Tamara McKinney)‏ هي متزحلقة أمريكية، ولدت في 16 أكتوبر 1962 في ليكسينغتون في الولايات المتحدة.

## وصلات خارجية
- تمارة ماكيني على موقع الاتحاد الدولي للتزلج (التزلج على المنحدرات الثلجية) (الإنجليزية)
- تمارة ماكيني على موقع أوليمبيديا (الإنجليزية)